# 尤卜區
34°55′00″N 0°13′00″W / 34.9167°N 0.2167°W
尤卜區（阿拉伯语：‎），是阿爾及利亞的行政區，位於該國西北部，由賽伊達省負責管轄，首府設於尤卜，面積646平方公里，2008年人口为7,164人，人口密度每平方公里11人。